# مارکیز کوئینزبری
جان شولتو داگلاس John Sholto Douglas, 9th Marquess of Queensberry، مارکیز 9ام از کوئینزبری، یک نجیب‌زاده از اسکاتلند مشهور به بی خدایی، دیدگاه‌های هوشمندانه، اخلاق خشن، و نام‌گذاری قوانین مارکیز کوئینزبری به نام بود که پایه‌گذاری ورزش مدرن بوکس حرفه‌ای طبق آن بود؛ او به شکست دادن اسکار وایلد در دادگاه نیز معروف است.

## زندگی‌نامه
در فلورانس ایتالیا متولد شد. ۱۸۶۴ به دانشگاه مگدلین کالج کمبریج رفت و پس از یک مدت رها کرد. او ۳۱ ژانویه ۱۹۰۰ درگذشت.
1. ↑  «"Queensberry, John Sholto (Douglas), Marquess of (QNSY864JS)"». A Cambridge Alumni Database. University of Cambridge.